# The Necromancer
The Necromancer – czwarty utwór z płyty Caress of Steel kanadyjskiego trio progresywnego. Trwa on 12 minut i 30 sekund, co czyni go czwartym najdłuższym utworem Rush, po 2112, The Fountain of Lamneth i Cygnus X-1, Book II. Tytuł utworu został zaczerpnięty z powieści fantasy J.R.R. Tolkiena „Władca Pierścieni”, od nazwy postaci – Saurona.
Utwór został podzielony na trzy części:
- „Into Darkness”
- „Under the Shadow”
- „Return of the Prince”

Ostatnia część – Return of the Prince, została wydana w 1976 roku na singlu.